# Wolfgang Gartzke
Wolfgang Gartzke (* 27. Oktober 1953 in Obermühlhausen, Landkreis Landsberg am Lech) ist ein deutscher Politiker (SPD).
Gartzke besuchte die Grundschule Thaining und das Gymnasium Landsberg, wo er auch sein Abitur machte. Danach studierte er Geodäsie an der TU München und schloss als Diplom-Ingenieur für Vermessung ab. Er war danach wissenschaftlicher Mitarbeiter an der Hochschule der Bundeswehr und Referendar. Nach der großen Staatsprüfung war er Referent bei der Direktion für Ländliche Entwicklung in Ansbach im Bereich Flurbereinigung und Vorsitzender von Teilnehmergemeinschaften.
1972 wurde Gartzke Mitglied der SPD, 1990 wurde er Kreisvorsitzender in der Stadt Ansbach. Von 1994 bis 2003 saß er im Bayerischen Landtag.